# Theodor Holm Nelson
Theodor Holm Nelson (født 17. juni 1937) er amerikansk sociolog, filosof og pioner i informationsteknologi. Han skabte begrebet "hypertext" i 1963 og offentliggjorde det i 1965. Han opfandt også andre ord, bl.a. hypermedia, transclusion, virtuality, intertwingularity og teledildonics. Hovedlinjen i hans arbejde har været at gøre computerteknologi let tilgængelig for alle under mottoet:
Brugergrænsefladen bør være så enkel, at den i en nødsituation kan forstås af en nybegynder på 10 sekunder.
Nelson grundlagde Xanadu-projektet i 1960. Målet var at skabe et computernetværk med en simpel brugergrænseflade. Anstrengelserne blev dokumenteret i 1974 i hans bøger Computer Lib og Dream Machines og i 1981 i Litterære maskiner. En stor del af sit voksne liv har han brugt på at arbejde med og fremme Xanadu.
Af en række årsager, der stadig debatteres, blev Xanadu-projektet aldrig en succes. Journalisten Gary Wolf offentliggjorde en ikke særligt flatterende historie om Nelson og Xanadu i juni 1995 udgaven af Wired magazine. Nelson udtrykte sin afsky på sin website og truede med at sagsøge Wolf som han omtalte som Gory Jackal.
Nogle elementer af Xanadu er ved at blive virkeliggjort med Tim Berners-Lee opfindelse af World Wide Web. Webbet skylder Xanadu meget for inspiration, men Nelson bryder sig ikke om World Wide Web, XML og al indlejret markup og han betragter Berners-Lees arbejde som en oversimplificering af sit eget arbejde.
HTML er lige hvad vi prøver at undgå; altid brudte links, links der kun går udad, citater du ikke kan følge til deres oprindelse, ingen versionsstyring, ingen rettighedsstyring.

## Links
- Ted Nelson's homepage
- another Ted Nelson's homepage
- detailed Ted Nelson bibliography
- Xanadu project webpage
- Transliterature – A Humanist Design Arkiveret 18. juli 2013 hos  Wayback Machine
- The Magical Place of Literary Memory: Xanadu Arkiveret 9. oktober 2004 hos  hos Archive.is in Screening the Past Arkiveret 16. januar 2013 hos  Wayback Machine, July 2005 by Belinda Barnet
- Ted Nelson and Xanadu Arkiveret 9. oktober 2004 hos  hos Archive.is, in The Electronic Labyrinth, 1993
- The Curse of Xanadu Arkiveret 14. februar 2007 hos  Wayback Machine, June 1995 Wired article by Gary Wolf
- reactions to The Curse of Xanadu, September 1995 Wired magazine, from Vint Cerf and Ted Nelson,
- Orality and Hypertext: An Interview with Ted Nelson
- Way Out Of The Box , by Theodor Nelson, 8. oktober 1999
- Software and Media for a New Democracy Arkiveret 29. september 2011 hos  Wayback Machinea talk given by Ted Nelson at the File festival Arkiveret 18. december 2014 hos  Wayback Machine Symposium/November/2005
- Wired article, recalling interview with Nelson, August 2005
- The Politics Of Internet Software 'Geeks Bearing Gifts' Arkiveret 9. juli 2013 hos  Wayback Machine, a talk given by Ted at the Oxford Internet Institute, 30. november 2005
- Transclusion: Fixing Electronic Literature Arkiveret 6. maj 2012 hos  Wayback Machine, a talk given by Ted at Google, 29. januar 2007